# Xanthorhoe spaldingaria
Xanthorhoe spaldingaria är en fjärilsart som beskrevs av Grossbeck 1907. Xanthorhoe spaldingaria ingår i släktet Xanthorhoe och familjen mätare. Inga underarter finns listade i Catalogue of Life.